# 하마의 수차

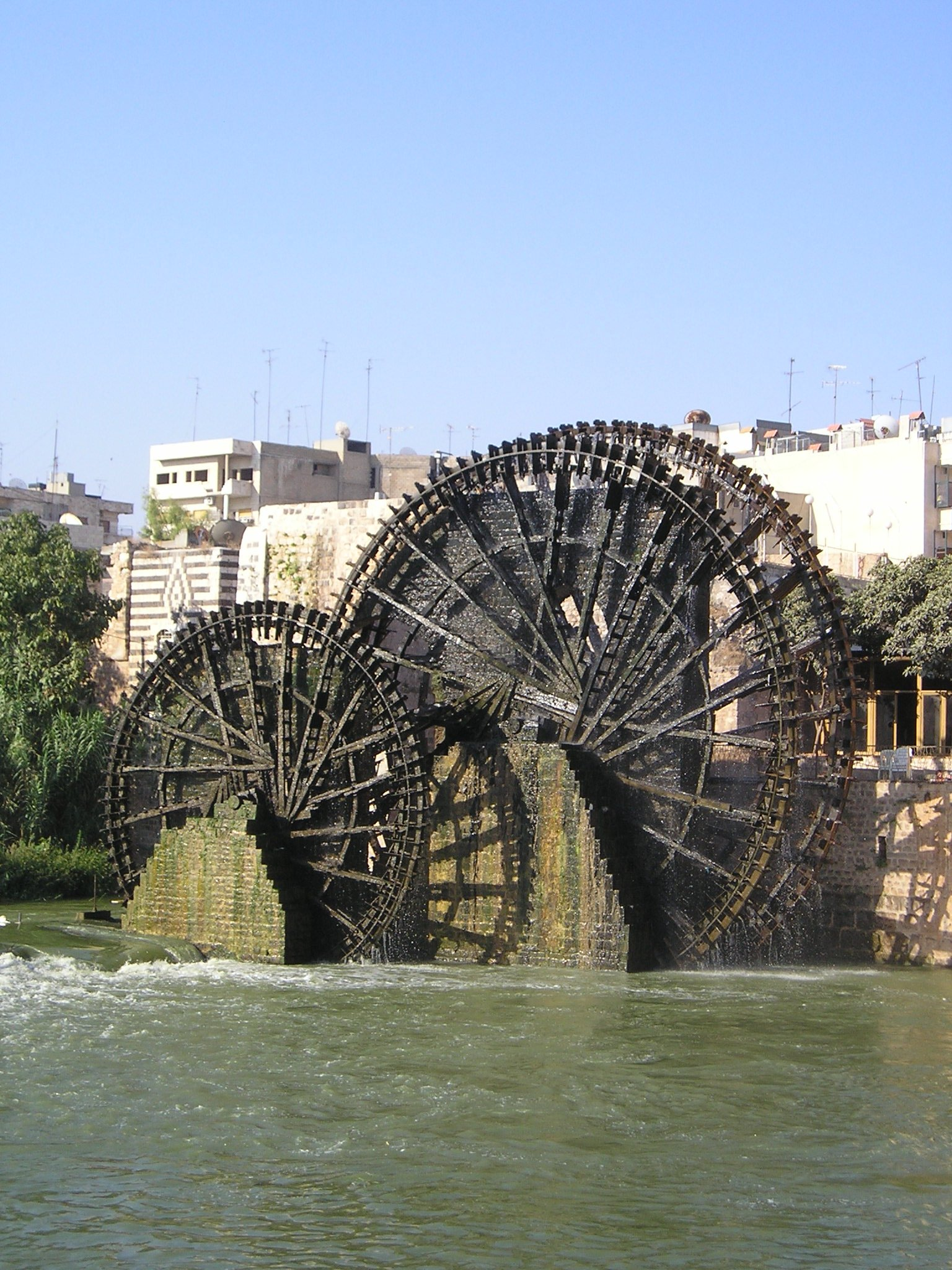

하마의 수차 또는 하마의 노리아(Norias of Hama)들은 시리아 하마의 오론테스강을 따라 들어선 수많은 노리아들이다. 원래의 노리아들 가운데 17개만이 남아있다.
지름이 20m에 달하는 나무로 만들어졌는데, 19세기 도시에 물을 공급하기 위해 만들어졌다고 한다. 현재는 물기가 말라버린 강으로 노리아의 돌아가는 모습을 볼 수 없다. 하지만 노리아 맞은편에 공원이 조성되어 있어 시민들의 휴식처로 이용된다. 노리아 중 가장 높은 것은 14세기 지어진 알무함마디야(Al－Mouhammadiya)로 성터의 오른쪽에 있으며 물레 100여 미터 안쪽에 있는 대사원에 물을 공급하였다.